# Chicago Bulls 2000-2001
La stagione 2000-01 dei Chicago Bulls fu la 35ª nella NBA per la franchigia.
I Chicago Bulls arrivarono ottavi nella Central Division della Eastern Conference con un record di 15-67, non qualificandosi per i play-off.

## Roster
| N° | Naz.                   | Ruolo | Sportivo        | Anno | Alt. | Peso |
| -- | ---------------------- | ----- | --------------- | ---- | ---- | ---- |
| 1  | Stati Uniti (bandiera) | G     | Jamal Crawford  | 1980 | 198  | 84   |
| 2  | Stati Uniti (bandiera) | G     | Khalid El-Amin  | 1979 | 178  | 91   |
| 5  | Stati Uniti (bandiera) | GA    | Ron Mercer      | 1976 | 201  | 95   |
| 11 | Stati Uniti (bandiera) | G     | A.J. Guyton     | 1978 | 185  | 82   |
| 12 | Jugoslavia (bandiera)  | C     | Dragan Tarlać   | 1973 | 208  | 118  |
| 15 | Stati Uniti (bandiera) | A     | Ron Artest      | 1979 | 198  | 111  |
| 20 | Stati Uniti (bandiera) | G     | Fred Hoiberg    | 1972 | 193  | 92   |
| 21 | Stati Uniti (bandiera) | A     | Marcus Fizer    | 1978 | 206  | 119  |
| 24 | Stati Uniti (bandiera) | G     | Bryce Drew      | 1974 | 188  | 84   |
| 25 | Stati Uniti (bandiera) | G     | Corey Benjamin  | 1978 | 198  | 91   |
| 30 | Stati Uniti (bandiera) | A     | Steve Goodrich  | 1976 | 208  | 100  |
| 40 | Stati Uniti (bandiera) | C     | Brad Miller     | 1976 | 211  | 111  |
| 42 | Stati Uniti (bandiera) | A     | Elton Brand     | 1979 | 203  | 125  |
| 43 | Stati Uniti (bandiera) | C     | Jake Voskuhl    | 1977 | 211  | 111  |
| 44 | Croazia (bandiera)     | C     | Dalibor Bagarić | 1980 | 216  | 116  |
| 51 | Stati Uniti (bandiera) | A     | Michael Ruffin  | 1977 | 206  | 112  |

## Staff tecnico
- Allenatore: Tim Floyd
- Vice-allenatori: Bill Cartwright, Bill Berry, Phil Johnson, Norm Ellenberger
- Preparatore atletico: Fred Tedeschi
- Assistente preparatore atletico: Eric Waters
- Preparatore fisico: Al Vermeil
- Assistenti preparatori fisici: Erik Helland, Mike Gattone